# 1863年5月17日日食
1863年5月17日日食为一次在协调世界时1863年5月17日（俄罗斯东部地区为5月18日）出現的日偏食。該次日食食分為0.8606。

## 概述
這次日食的食分是0.8606。

## 基本參數
- 類型：日偏食
- 食甚資料：
  - 日期：1863年5月17日
  - 時間：17時0分45秒
  - 地點：69N 127E
  - 食分：0.8606

## 外部連結
- NASA日食專頁（页面存档备份，存于）（英文）